# エイムプレイス
株式会社エイムプレイス（英：AIMPLACE Inc.）は、東京都新宿区に本社を置く日本の企業である。

## 概要
Webコンサルティング事業・インターネットメディア事業・人材紹介事業などを運営している。

## 沿革
- 2010年 
  - 2月3日会社設立
  - 3月1日事業開始
  - 5月6日有料職業紹介の認可取得有料職業 紹介事業許可番号13-ユ-304574
  - 5月12日【美容外科求人ガイド】サービス開始
  - 7月1日【医師求人ガイド】サービス開始
  - 9月1日Yahoo!リスティング広告正規オンライン代理店に認定
- 2012年
  - 1月4日事業拡大に伴い本社移転いたしました。
  - 6月1日事業開始
  - 5月6日エイムプレイス100%出資の株式会社カルティベイトを設立
- 2013年 
  - 7月23日【美容外科求人ガイド】をAndroid版、iPhone版公式アプリとしてリリース
  - 8月8日エイムプレイス子会社の株式会社たちまちを設立
- 2014年
  - 4月1日Yahoo!プロモーション広告／正規代理店として、ヤフー株式会社が定める条件を満たし、一つ星（★）を獲得
  - 7月18日【介護施設求人ガイド】サービス開始
- 2015年
  - 6月15日事業拡大に伴いフロア移転
  - 8月1日当社子会社「株式会社たちまち」を当社インターネットメディア部門として吸収合併
  - 8月1日事業拡大の為、資本金を500万円から1,000万円へ増資
- 2016年
  - 1月13日  事業拡大の為、資本金を1,000万円から2,000万円へ増資
  - 1月26日【全身脱毛レビュー】サービス開始
  - 6月24日取引支援システムおよび取引支援プログラムに関する特許を取得（登録番号：特許第5956495号）
  - 12月1日コーポレートサイトをリニューアル
- 2017年
  - 1月4日【いざ売る】サービス開始
  - 7月3日【教えて!アパート経営】サービス開始
  - 12月8日「美容外科求人ガイド」を商標登録（商標登録番号：第6002473号）

- 2018年 4月13日「教えて！土地活用」を商標登録（商標登録番号：第6035509号）
- 2019年
  - 4月1日【キレカワ -KireKawa-】サービス開始
  - 4月19日「キレカワ」を商標登録（商標登録番号：第6139703号）
  - 8月5日事業拡大に伴い本社移転
  - 8月28日【医療脱毛レビュー】サービス開始
  - 9月2日【イエマル】サービス開始
  - 9月3日「全身脱毛レビュー」新コンテンツ「あなたの街の脱毛サロンを探す」を追加
  - 10月1日Yahoo!プロモーション広告／正規代理店として　ヤフー株式会社が定める条件を満たし、二つ星（★★）を獲得
  - 12月15日「キレカワ-KireKawa-」公式Instagram運用開始
- 2020年
  - 1月8日エイムプレイス公式Instagram/広報部Twitter運用開始
  - 2月3日創業10周年を迎える。
  - 3月27日「キレカワ-KireKawa-」美容クリニック患者来院を対象とした成果報酬サービス開始
  - 4月1日取締役に柏崎剛が就任
  - 7月29日afb開催の「脱毛PRIDE2020」にて「全身脱毛レビュー」がMVP銅賞を受賞
  - 8月5日「全身脱毛レビュー」サイト内ページ構成を再編
  - 8月5日「キレカワ-KireKawa-」公式Twitter運用開始
  - 8月6日「代表取締役社長　河上隼人」公式Twitter運用開始
  - 8月19日「キレカワ-KireKawa-」新広告商品「キレカワ Premium Ads」をリリース
  - 9月27日「キレカワ-KireKawa」公式Instagramフォロワー3万人突破
  - 10月1日エイムプレイス公式キャラクター「HAYATOMAN」デビュー
  - 10月2日エイムプレイス人事部公式Twitter運用開始
  - 12月2日代表取締役河上隼人YouTubeチャンネル開設
  - 12月3日広報専用サイト「NEWSROOM」開設
- 2021年
  - 1月12日【おうちdeキレカワ】サービス開始
  - 2月1日【PeoPle's】サービス開始
  - 4月1日「全身脱毛レビュー」をリニューアル。【Skyun】にサイト名を変更。
  - 6月4日【フドーノ‼】サービス開始

## 事業内容
- Webコンサルティング事業
- インターネットメディア事業
- 人材紹介事業(有料職業紹介事業者 許可・届出受理番号：13-ユ-304574)
  - 主なメディア
  - PeoPle's
  - フドーノ‼
  - マンション貸す.com
  - Skyun
  - キレカワ(kirekawa)
  - おうちdeキレカワ(kirekawa)
  - キレカワInstagram
  - 医療脱毛レビュー
  - イエマル
  - ビルどり
  - 掘り出し物件.com
  - 薬剤師求人プラス